# Ramon Stolz Viciano
Ramon Stolz Viciano (València, 13 de juliol de 1903 - València, 25 de novembre de 1958), va ser un pintor muralista valencià.

## Biografia
El seu avi patern, científic alemany, es va instal·lar a Castelló de la Plana. Son pare, Ramon Stolz Seguí, també era pintor, company de Joaquim Sorolla i Josep Benlliure. Sa mare, Teresa Viciano Martí, era germana de l'escultor Josep Viciano Martí.
Va fer estudis tècnics industrials (1917-1922) i d'aparellador en l'Escola Industrial de València, llicenciant-se finalment en química. La seua formació artística va ser inicialment autodidacta, sota elmestratge i la guia de son pare. Més tard iniciaria els estudis formals d'art, primer a l'Escola de Belles Arts de València i posteriorment, després de la mort de son pare l'any 1924, a l'Escuela Superior de Bellas Artes de San Fernando de Madrid, on va ser company de Salvador Dalí i deixeble de Manuel Benedito i Anselmo Miguel Nieto.
Entre 1926 i 1935, va viatjar per Europa estant a França, Alemanya i Itàlia. A París va ser on va adquirir gran part dels seus coneixements sobre la tècnica de pintura al fresc, que li donaria tant de prestigi.
L'any 1936 va aconseguir una plaça de professor interí, com a responsable de les "Pràctiques d'ornamentació" a l'Escola de Belles Arts de Sant Ferran. Aquest mateix any va concórrer a l'Exposició Nacional.
El 23 de novembre de 1939 va contraure matrimoni amb la madrilenya Rosa Cuesta Muñoz. Finalitzada la guerra civil espanyola va treballar en la Basílica del Pilar de Saragossa, en la restauració dels frescos de Goya, Antonio González Velázquez i Bayeu També pintà els murals en els paraments interiors de les dues naus laterals a l'alçada del retaule major: El miracle de Calanda i La rendició de Granada. Posteriorment, entre 1950 i 1954, decoraria la volta el·líptica i el plafó dels dos últims trams dels peus de la nau central. Entre 1940 i 1941, va treballar en la restauració de la part deteriorada dels frescos d'Antonio Palomino de la
basílica de la Mare de Déu dels Desemparats de València.
L'any 1943 va guanyar per oposició la càtedra de "Procediments artístics" de l'Escola de Belles Arts de Sant Ferran. L'any 1947 va pintar els frescos del vestíbul del Teatre Principal de València, representant Les Gràcies i les Hores, Les Muses, i a la petita volta Iris, Pegàs i Minerva.
L'any 1949 va rebre la comanda la decoració de la recentment restaurada Capella del Real Cortijo de San Isidro a Aranjuez. Va realitzar-ne els frescos amb l'ajuda del seu fill, treballant-hi des de finals de 1948 fins al maig de 1949. En aquests frescos, dedicats als miracles de sant Isidre, empra motius, persones i animals inspirats pels paisatges de la rodalia de la capella.
L'any 1950 va pintar a Pamplona la volta del Monumento a los mártires de la Cruzada, un fresc de vora 700 metres quadrats.
Altres obres seues són: els frescos de l'església de l'Esperit Sant del Consell Superior d'Investigacions Científiques; els frescos del Saló del Tron del Govern Civil de Santander; la sala de recepció de l'Ateneu Mercantil de València, on desenvolupa temes referents a les corporacions gremials; les pintures murals del Saló dels Furs de l'Ajuntament de València, amb temes sobre els Furs Valencians o els frescos del col·legi de les Mares Irlandeses de Madrid entre d'altres.
Va ser nomenat acadèmic de l'Academia de Bellas Artes de San Fernando de Madrid el 23 de febrer de 1958.
Va morir el dia en què va rematar les pintures murals del Saló dels Furs de l'Ajuntament de València.
Sempre signava les seues obres com «Stolz Viciano», tal vegada per a distingir-se de son pare «Stolz Seguí».

## Estil
Tot i que la seua principal activitat artística va ser la pintura mural, també va deixar nombroses obres a l'oli. Cal destacar que en el segle xx la tècnica del fresc estava gairebé completament oblidada, i que per tant el fet de reviscolar-la i dominar-la correctament, a més de fer-ho de manera autodidacta, suposava un mèrit indiscutible. S'ha qualificat a Stolz Viciani com a «pintor d'ofici»: dominava el dibuix i la tècnica, però sovint la seua obra es va veure limitada als temes d'exaltació històrica i religiosa sol·licitats per les instàncies institucionals. La seua obra a l'oli presenta, pel que fa als temes, un cert contrast amb la pintura mural, amb una major llibertat pel que fa a la selecció temàtica; per exemple va pintar nus de gran sensualitat, tot i que també repeteix les escenes mitològiques, el tema valencià i el bodegó. Segons el crític d'art Manuel Muñoz Ibáñez «la pintura de Stolz Viciano es presenta com decorativa i artificiosa, i de vegades amb un aspecte extemporàniament barroc molt al gust institucional, en què la tradició i la grandiositat es corresponen amb els valors assimilables a la ideologia nacional-catòlica vigent»

## Obres

### Frescos
(Llista no exhaustiva)
- Frescos a la Capella del Real Cortijo de San Isidro d'Aranjuez (1949).

Aparición gloriosa al Rey Alfonso VIII en la batalla de las Navas de Tolosa del Santo Madrileño (Fresc frontal)
Imán del cielo, su vida floreció en milagros... (Fresc ala esquerra)
Puso en amar a sus hermanos escuela de caridad (Fresc ala dreta)
- Capella de la Comunió a la Basílica de la Mare de Déu dels Desemparats de València
- Església de l'Esperit Sant del Consell Superior d'Investigacions Científiques (1943)
- Govern Civil de Santander
- Volta sobre la Via Sacra del Pilar
- Volta de l'església dels arquitectes Yarnoz i Eusa a Pamplona (1950)
- Església de les Esclaves del Sagrat Cor de Jesús a Sant Sebastià (1957).
- Sala dels Furs del Palau consistorial de València.[3] (1958)